# Amateurliga Saarland 1951/52
Die Fußball-Amateurliga Saarland 1951/52 war die 1. Saison der Amateurliga Saarland, der Vorgängerin der Verbandsliga Saarland. Diese Liga stellte bis 1963 den Unterbau zur II. Division Südwest dar und war somit in der Gesamtligen-Hierarchie drittklassig. Ab der Spielzeit 1974/75 fungierte die Liga als Unterbau zur neu eingeführten 2. Fußball-Bundesliga, wobei der Saarlandmeister gegen die Meister der Verbandsliga Südwest und der Verbandsliga Rheinland in einer Aufstiegsrunde einen Aufsteiger in die Südstaffel der 2. Bundesliga ermittelte. Ab der Saison 1978/79 wurde als höchste Amateurspielklasse die Oberliga Südwest (wieder-)eingeführt und diese Spielklasse in „Verbandsliga Saarland“ umbenannt und war ab dann viertklassig.

## Abschlusstabelle
Saarland-Meister wurden die Sportfreunde Saarbrücken. Der Meister und der Vizemeister der Landesliga Saarland (Sportfreunde 05 Saarbrücken und SV Saar 05 Saarbrücken) sollten in die Oberliga Südwest aufgenommen werden. Die Sportfreunde verzichteten und nahmen daher einen Platz in der II. Division ein. Die Tabellendritten und -vierten (Viktoria Hühnerfeld und SC Altenkessel) nahmen daher an der Aufstiegsrunde zur II. Division teil. Beide Vereine belegten am Ende die ersten Plätze und stiegen ebenfalls in die II. Division auf. Der SV Mittelbexbach musste nach dieser Saison in die Bezirksliga absteigen. Für die nachfolgende Saison 1952/53 kamen der SC Brebach, die SG Erbach, der TuS Wiebelskirchen und der VfB Dillingen als Aufsteiger aus den Bezirksligen.
| Pl. | Verein                   | Sp. | Tore  | Punkte |
| --- | ------------------------ | --- | ----- | ------ |
| 01. | Sportfreunde Saarbrücken | 26  | 60:34 | 35:17  |
| 02. | Saar 05 Saarbrücken      | 26  | 65:46 | 33:19  |
| 03. | Viktoria Hühnerfeld      | 26  | 65:43 | 30:22  |
| 04. | SC Altenkessel           | 26  | 67:57 | 29:23  |
| 05. | ASC Dudweiler            | 26  | 65:49 | 28:24  |
| 06. | SV St. Ingbert           | 26  | 57:59 | 28:24  |
| 07. | Rot-Weiß Sulzbach (N)    | 26  | 57:56 | 27:25  |
| 08. | FC Homburg               | 26  | 27:31 | 25:27  |
| 09. | SV 06 Völklingen         | 26  | 45:53 | 25:27  |
| 10. | SpVgg Elversberg (N)     | 26  | 65:69 | 22:30  |
| 11. | Hellas Marpingen (N)     | 26  | 48:60 | 22:30  |
| 12. | SV Fraulautern (N)       | 26  | 50:60 | 21:31  |
| 13. | Preußen Merchweiler      | 26  | 53:73 | 20:32  |
| 14. | SV Mittelbexbach         | 26  | 37:62 | 19:33  |

| (N) | Aufsteiger aus den Bezirksligen 1950/51 |